# Zeiss Ikon
Zeiss Ikon AG — группа немецких компаний, занимавшихся производитвом оптического оборудования.

## История

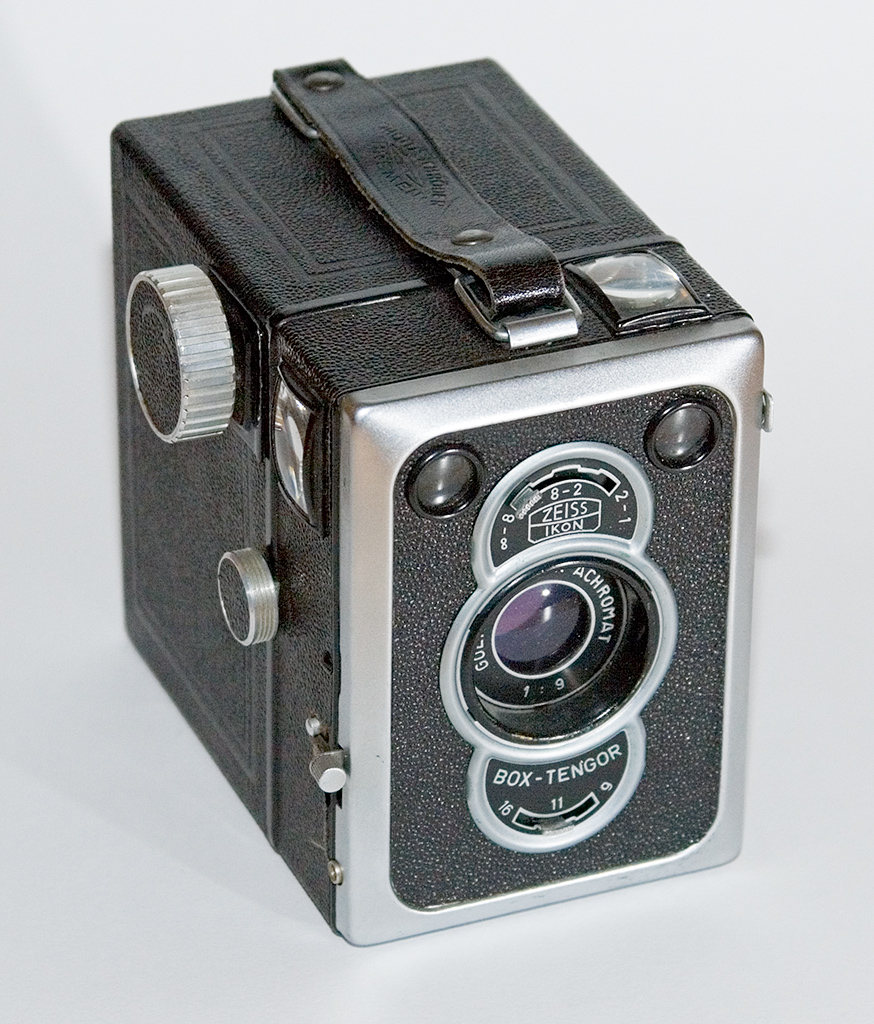
Фотоаппарат Box-Tengor.

Группа образовалась осенью 1926 года путём слияния компаний:
- Internationale Camera Aktiengesellschaft (ICA), Дрезден
- Optische Anstalt CP Goerz, Берлин
- Contessa-Nettel, Штутгарт
- Ernemann-Werke, Дрезден

Инициатором слияния была компания Carl Zeiss, ей принадлежало 53 % акций.
Позднее к группе присоединились компании:
- AG Hahn of Optics and Mechanics, Кассель (1927 год)
- Goerz Photochemische Werke, Берлин (1928 год)

Компания имела офисы в Штутгарте и Берлине, штаб-квартира компании располагалась в Дрездене. Руководил группой Фонд Carl Zeiss, основанный в 1889 году Эрнстом Аббе.
В 1927 году Zeiss Ikon выпустила свой первый каталог. Компании, входящие в группу, представляли свою продукцию под собственными брендами. Например, Goerz в каталоге продавала свою бокс-камеру Box-Tengor 1924 года.
В 1932 году Zeiss Ikon начал продажи миниатюрной дальномерной камеры Contax. В этом же году в сильном пожаре погибла часть оборудования на заводе Goerz. Производство на некоторое время было переведено в Берлин.
В 1934 году началось производство фотоаппаратов Super Nettel — складной камеры на базе Contax, а в 1936 году компания начала производить Contaflex — миниатюрную однообъективную зеркальную камеру. В 1938 году на базе камеры Box Tengor компании Goerz началось производство Tengor II с форматом кадра 6×9 см.
Во время Второй мировой войны промышленность Германии была переведена на исполнение военных заказов. Компания с 1940 до 1944 года продолжала выпускать фотоаппараты: так называемый, военный Tengor 54/2 и Tengoflex. На заводе в Дрездене работали около 6 тысяч человек, включая военнопленных из СССР и евреев. В 1945 году заводы в Дрездене и Берлине (бывший Goerzwerke) были разрушены.

### Восточная Германия
После войны, в Восточной Германии Zeiss Ikon была национализирована в 1948 году. Часть оборудования вывезена по военным репарациям в Киев. С 1953 года компания входила в состав VEB Mechanics, а с 1955 года — в состав VEB Zeiss Ikon. В 1958 году Восточно-Германский Zeiss Ikon был переименован в VEB Kamera- und Kinowerke Dresden, позднее компания была включена в состав VEB Pentacon.
С 1949 года компания продолжила разработку и производство кинопроекторов Ernemann.

### Западная Германия
В Западной Германии Zeiss Ikon AG был переименован в Zeiss IKON Büromaschinen GmbH и располагался в Штутгарте. В 1950 году началось строительство завода в Киле и восстановление завода в берлинском районе Целендорф. В том же году налажен выпуск усовершенствованных довоенных фотоаппаратов Contax под названиями Contax IIa и Contax IIIa. В 1953 году выпущен первый в мире однообъективный зеркальный фотоаппарат с центральным затвором Contaflex.
В середине 1960-х годов Zeiss Ikon слился с компанией Voigtländer, которую контролировал Фонд Carl-Zeiss с 1956 года. Компания выпускала фотоаппараты Icarex 35, Bessamatic, Ultramatic и Contarex. В Штутгарте производились экспонометры Ikophot.
В 1970 году производство объективов было переведено в Брауншвейг, а производство фотоаппаратов осталось в Штутгарте. В 1972 году был закрыт завод в Штутгарте, производство фотоаппаратов прекращено. Часть промышленного оборудования и технологий перешло компании Rollei. Rollei возобновил производство фотоаппаратов Contax совместно с японской компанией Yashica.
До 1988 года Zeiss Ikon AG производил лампы. В 1989 году компания Zeiss Ikon AG была поглощена финской компанией Abloy Oy. Компания была переименована в IKON AG. В настоящее время компания принадлежит финско-шведской группе Assa Abloy.

### После объединения Германии
После объединения Германии VEB Pentacon был преобразован в Pentacon GmbH. В 1991 году VEB Pentacon Dresden был ликвидирован, его активы переданы Schneider Kreuznach.
В январе 2003 года IKON AG был преобразован в IKON GmbH.
В 2005 году возобновилось производство дальномерных фотоаппаратов под брендом Zeiss Ikon. Разрабатывает камеры Zeiss Ikon, производит японская компания Cosina.